# Torre Sena (Penàguila)
La torre Sena és un edifici històric de la localitat de Penàguila (l'Alcoià, País Valencià). Es considera que data del segle xvi i té categoria de Bé d'Interés Cultural (declarat el 1996) amb el codi R-I-51-0009170.
La torre es troba en la carretera de Benifallim-Alcoleja, i ha sofert canvis en el seu entorn. No hi ha documentació respecte quan es va construir, però per les seues característiques es considera que data de cap al segle xvi. En principi va ser una torre exempta, amb funcions de guaita, que dominava des d'un turó l'àrea del barranc de Sena, del qual pren el nom. En un moment indeterminat es va adossar una casa, que cobreix la meitat de la seua altera en el lateral oest i una mica menys de la longitud en el costat sud. També s'hi va construir una ermita en edificació independent.
La torre té una planta quadrada, amb volumetria tronco-piramidal, d'unes cinc plantes. Està feta de mamposteria, amb morter de cal i sorra, i amb les cantonades reforçades. Els murs només s'obren per xicotetes perforacions rectangulars en la part alta. El remat té merlets prismàtics en mamposteria. L'única ornamentació és un rellotge de sol, en la costat sud. L'accés a la torre s'ha encastat a un dels murs de la casa, de titularitat privada. Actualment es troba en bon estat de conservació.